# Gresham College
Koordinaten: 51° 31′ 3″ N, 0° 6′ 35,3″ W

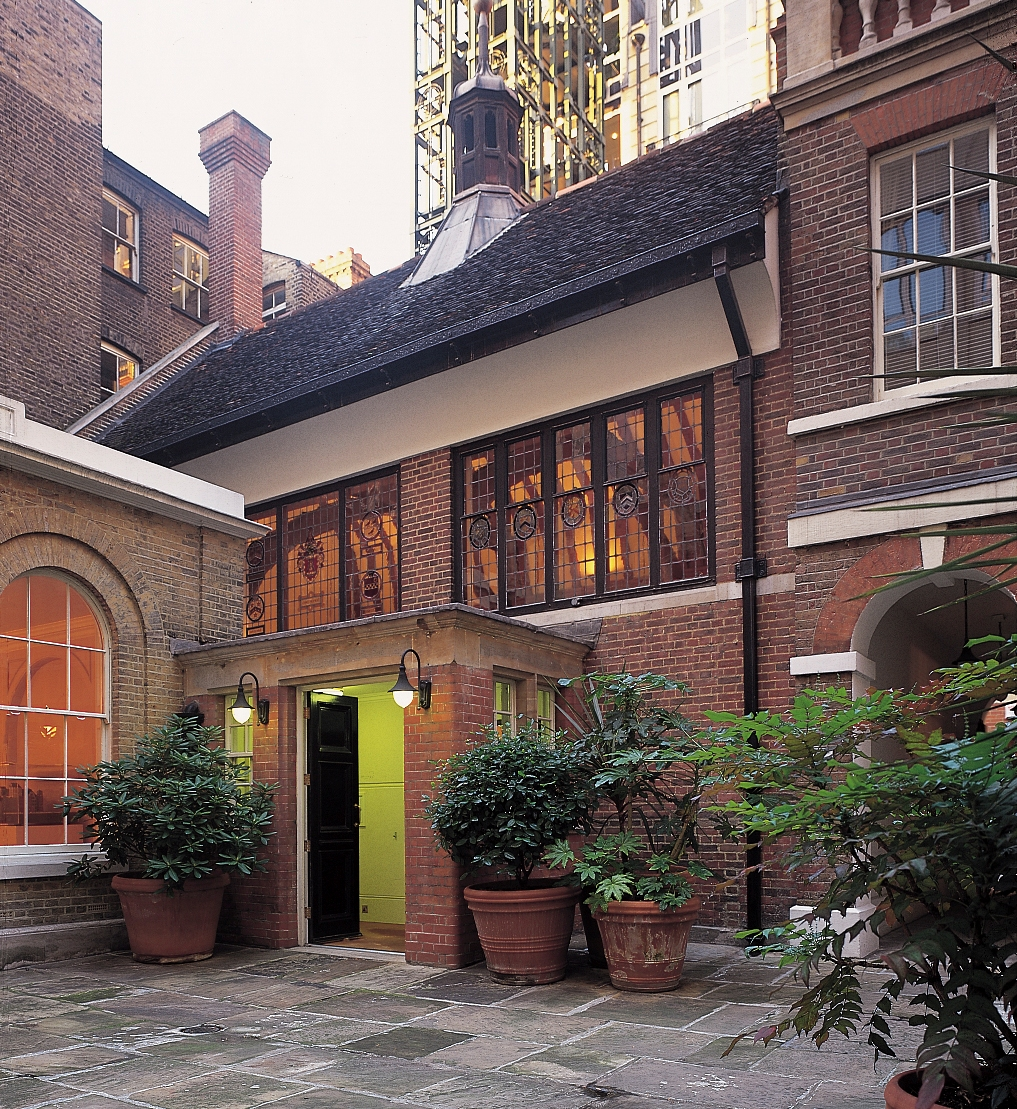
Seit 1991 finden die Vorlesungen in der Barnard’s Inn Hall statt

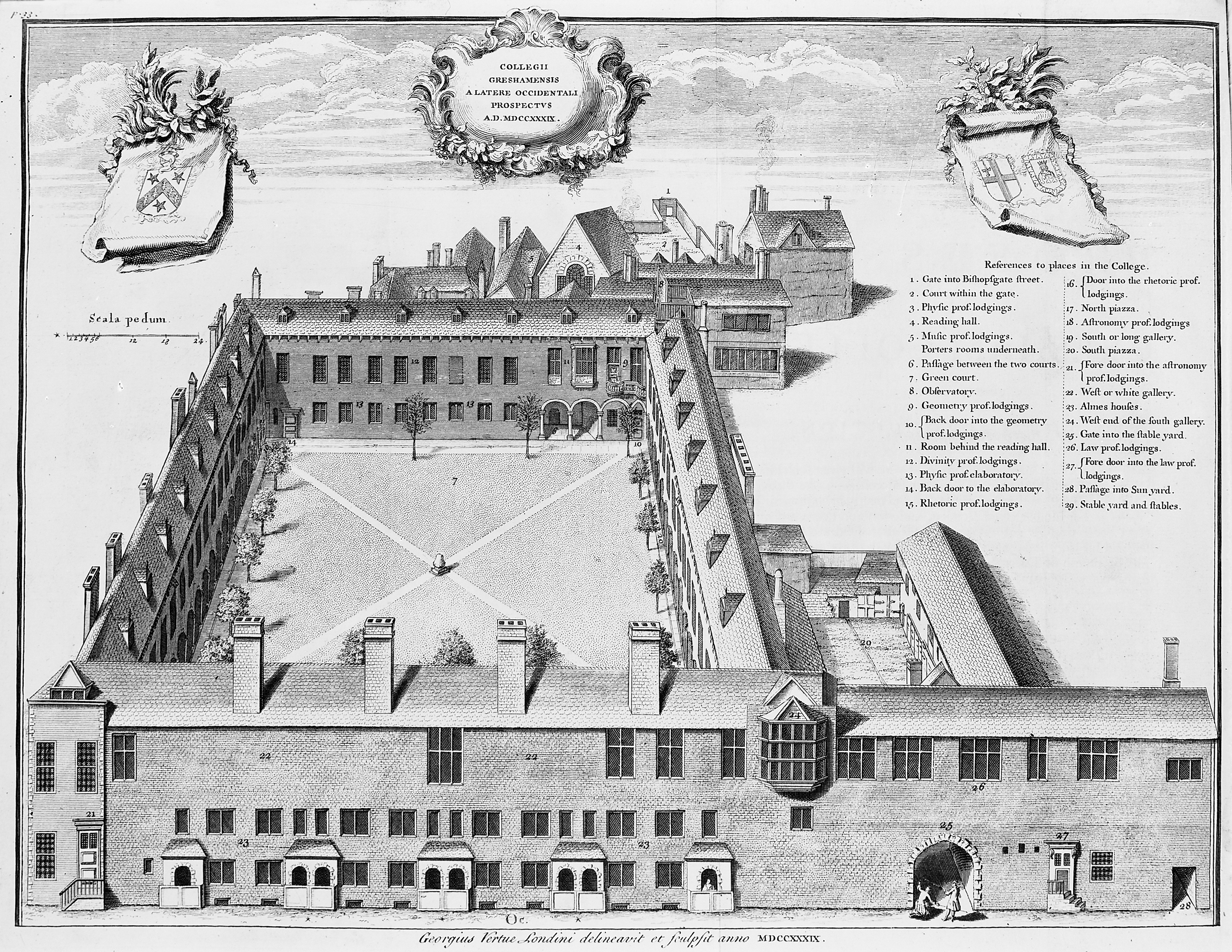
Gresham College (1739), Kupferstich von George Vertue (1684–1756)

Gresham College ist eine unabhängige Lehreinrichtung in London, dessen Gründung im Jahr 1597, auf eine testamentarische Verfügung von Thomas Gresham aus dem Jahr 1575 zurückgeht.

## Überblick
Das Gresham College hat keine eingeschriebenen Studenten und vergibt keine Titel, sondern bietet öffentliche, akademische Vorlesungen an. In diesem Sinne ist es mit dem Collège de France in Paris vergleichbar. Das Gresham College beruft renommierte Wissenschaftler als Professoren, die meist gleichzeitig an Universitäten lehren. Sie halten sechs Vorlesungen im Jahr und werden für drei Jahre berufen.
Seit 1985 gibt es eine Professur für Handel, seit 2000 werden Gastprofessuren auch für andere Fächer vergeben, 2009 zum Beispiel für Amerikanistik (american studies).

## Geschichte
Die ersten, 1597 berufenen, sieben Professoren waren: 
- Henry Briggs: Lehrstuhl für Geometrie (1597–1620)
- Edward Brerewood (1565–1613): Lehrstuhl für Astronomie (1597–1613)
- Matthew Gwinne (1558–1627): Lehrstuhl für Medizin (1597–1607)
- Anthony Wotton (1561–1626): Lehrstuhl für Theologie (1597–1598)
- Henry Mountlow (um 1554–1634): Lehrstuhl für Recht (1597–1607)
- John Bull: Lehrstuhl für Musik (1597–1607)
- Caleb Willis (um 1567–um 1598): Lehrstuhl für Rhetorik (1597–1598)

## Weitere Lehrstuhlinhaber
Lehrstuhl für Geometrie
- Peter Turner (1586–1652): 1620–1631
- John Greaves: 1631–1643
- Ralph Button (1611/12–1680): 1643–1648
- Daniel Whistler (1618/19–1684): 1648–1657
- Lawrence Rooke: 1657–1662
- Isaac Barrow: 1662–1664
- Arthur Dacres (1624–1678): 1664–1665
- Robert Hooke: 1665–1703
- Andrew Tooke (1673–1732): 1704–1729

- Roger Penrose: 1998–2001

Lehrstuhl für Astronomie
- Thomas Williams (um 1582–nach 1620): 1613–1620
- Edmund Gunter: 1620–1626
- Henry Gellibrand: 1627–1637
- Samuel Foster (um 1600–1652): 1637
- Mungo Murray (1599–1670): 1637–1641
- Samuel Foster (um 1600–1652): 1641–1652
- Lawrence Rooke: 1652–1657
- Christopher Wren: 1657–1661
- Walter Pope (1628–1714): 1661–1687
- Daniel Man (um 1665–1723): 1687–1691
- Alexander Torriano (1667–1716): 1691–1713
- John Machin: 1713–1751

Lehrstuhl für Medizin
- Peter Mounsell (um 1570–1615): 1607–1615
- Thomas Winston (1575–1655): 1615–1642
- Paul de Laune (1585–1655?): 1643–1652
- Thomas Winston (1575–1655): 1652–1655
- Jonathan Goddard: 1655–1675
- John Mapletoft (1631–1721): 1675–1679
- Henry Paman (1623–1695): 1679–1689
- Edward Stillingfleet (1661–1708): 1689–1693
- John Woodward: 1693–1728

Lehrstuhl für Theologie
- Hugh Gray (um 1559–1604): 1598–1604
- William Dakins (1568–1607): 1604–1607
- George Mountayne (1569–1628): 1607–1610
- William Osbalston (um 1578–1645): 1610–1612
- Samuel Brooke (1575–1631): 1612–1629
- Richard Holdsworth (1590–1649): 1629–1641
- Thomas Horton (um 1606–1673): 1641–1661
- George Gifford (um 1623–1686): 1661–1686
- Henry Wells (um 1660–?): 1686–1691
- Edward Lany (um 1665–1728): 1691–1728

Lehrstuhl für Recht
- Clement Corbet (1576–1652): 1607–1613
- Thomas Eden (um 1577–1645): 1613–1640
- Benjamin Thorneton (1613–1667): 1640–1644
- Joshua Crosse (1615–1676): 1644–1649
- Thomas Leonard (um 1599–1659): 1649–1650
- John Bond (1612–1676): 1650–1660
- Benjamin Thorneton (1613–1667): 1660–1667
- Richard Pearson (1630–1670): 1667–1670
- John Clarke (um 1625–1672): 1670–1672
- Roger Meredith (um 1637–1700): 1673–1687
- Robert Briggs (1660–1718): 1687–1718

Lehrstuhl für Musik
- Thomas Clayton (1575–1647): 1607–1610
- John Taverner (1584–1638): 1610–1638
- Richard Knight (um 1610–um 1651): 1638–1651
- William Petty: 1651–1661
- Thomas Baines (um 1622–1681): 1661–1681
- William Perry (um 1651–1696): 1681–1696
- John Newey (1664–1735): 1696–1705
- Robert Shippen (1675–1745): 1705–1710
- John Dankworth: 1984–1986

Lehrstuhl für Rhetorik
- Richard Ball (um 1550–?): 1598–1614
- Charles Croke (um 1587–1657): 1614–1619
- Henry Croke (um 1596–1642): 1619–1627
- Edward Wilkinson (1607–?): 1627–1638
- Richard Gooderidge (um 1581–1654): 1638–1654
- Richard Hunt (um 1628–1690): 1654–1659
- William Croone: 1659–1670
- Henry Jenkes († 1697): 1670–1676
- John King (?–?): 1676–1686
- Charles Gresham (um 1663–1718): 1686–1696
- Edward Martyn (um 1671–1720): 1696–1720
- Stephen Spender: 1961–1963